# Jean Colin (homme politique)
Pour les articles homonymes, voir Jean Colin et Colin.
Jean Colin, né le 21 mars 1923 et mort le 4 mai 2006, est un homme politique français. Membre de l’Union pour la démocratie française, il était maire de Longjumeau, conseiller général du canton de Longjumeau, conseiller régional d’Île-de-France et sénateur de l’Essonne.

## Biographie
Jean Colin est né le 21 mars 1923 et mort le 4 mai 2006.
Ancien élève de l'ENSPTT (promotion 1947), il est administrateur des PTT dans le civil.
Il commence sa carrière politique en 1965 par son élection à la tête de la mairie de Longjumeau, alors commune de Seine-et-Oise. À la création du département en 1968 succèdent les premières élections sénatoriales de 1968 au cours desquelles il est élu. Il conserve son mandat jusqu'à sa démission en 1988. Il est aussi conseiller général d’opposition du canton de Longjumeau et conseiller régional d’Île-de-France.
Jean Colin est élu conseiller régional d’Île-de-France à l’occasion des élections de 1986. Il est élu conseiller général du canton de Longjumeau le 14 mars 1976 et conserve son siège durant un mandat.
Il est maire de Longjumeau, élu une première fois le 21 mars 1965, il conserve son poste jusqu’à sa démission le 21 décembre 1981. Une rue de la commune porte aujourd’hui son nom.
C’est durant ses mandats que sont développés les équipements structurants de la commune, le centre hospitalier, le stade Frédéric Langrenay, le théâtre Adolphe Adam en 1979 et le lycée Jacques Prévert, ainsi que la mise en place d'un centre communal d'action sociale.

## Sources
1. 1 2 3  Mention de Jean Colin sur le site de campagne de Nathalie Kosciusko-Morizet à la mairie de Longjumeau. Consulté le 06/10/2009.
2. ↑  Liste des maires de Longjumeau sur la base de données mairesgenweb.org Consulté le 07/10/2009.